# Vail (Arizona)
Pour les articles homonymes, voir Vail.
Vail est une census-designated place du comté de Pima, dans l'État de l'Arizona, aux États-Unis. En 2020, elle compte une population de 13 604 habitants.